# Fei Xiang
Fei Xiang (chinesisch 费翔; * 9. September 1998) ist ein chinesischer Leichtathlet, der im sich auf den Zehnkampf spezialisiert hat. 2025 wurde er in Gumi Asienmeister in dieser Disziplin.

## Sportliche Laufbahn
Erste internationale Erfahrungen sammelte Fei Xiang im Jahr 2025, als er bei den Asienmeisterschaften in Gumi mit 7634 Punkten auf Anhieb die Goldmedaille gewann.
2025 wurde Fei chinesischer Hallenmeister im Siebenkampf.

## Persönliche Bestleistungen
- Zehnkampf: 7815 Punkte: 16. September 2024 in Quzhou
  - Siebenkampf (Halle): 5525 Punkte: 8. März 2025 in Jinan